# Yoni Buyens
Yoni Buyens (ur. 10 marca 1988 w Duffel) – belgijski piłkarz występujący na pozycji pomocnika w KVV Zepperen Brustem.
Jest wychowankiem Lierse SK. W rozgrywkach Eerste klasse A zadebiutował 29 lipca 2006 roku w meczu z Royal Charleroi (0:0). W 2009 roku został zawodnikiem KV Mechelen na zasadzie wolnego transferu, natomiast dwa lata później za 1,5 miliona euro odszedł do Standardu Liège.